# Miss USA 2018
Miss USA 2018 foi o 67º concurso do Miss USA. O evento foi realizado em 21 de maio de 2018 no Hirsch Memorial Coliseum, em Shreveport, Luisiana, e foi apresentado por Nick Lachey e Vanessa Minnillo, enquanto Carson Kressley e Lu Sierra atuaram como comentaristas. Além disso, contou com performances de 98 Degrees e Lee Brice. Kára McCullough do Distrito de Colúmbia coroou sua sucessora Sarah Rose Summers do Nebrasca no final do evento, tornando-se a primeira mulher de seu estado a conquistar o título. Summers representou os Estados Unidos no concurso Miss Universo 2018 em 16 de dezembro de 2018, em Bancoque, e ficou entre as 20 primeiras.
O concurso foi realizado no mesmo local que foi usado para o Miss USA 1997.
Pela primeira vez, o concurso Miss Teen USA 2018 foi realizado simultaneamente, com as finais da competição Teen sendo realizadas logo antes da competição Miss USA.

## Resultados
| Resultados Finais | Concorrente |
| ----------------- | --- |
| Miss EUA 2018     | - Nebraska - Sarah Rose Summers |
| 1º vice-campeão   | - Carolina do Norte - Caelynn Miller-Keyes |
| 2º vice-campeão   | - Nevada - Carolina Urrea |
| Top 5             | - Flórida - Génesis Dávila - Dakota do Sul - Madison Nipe                                                                                          |
| Top 10            | - Califórnia - Kelley Jonhson - Geórgia - Marianny Egurrola - Maine - Marina Gray - Nova Jersey- Alexa Noone - Tennessee - Alexandra Harper        |
| Top 15            | - Maryland - Brittianay Nicolette - Massachusetts - Allissa Latham - Michigan - Elizabeth Jonhson - Oregon - Toneata Morgan - Texas - Logan Lester |

### Prêmio Especial
| Prêmio        | Candidata                 |
| ------------- | ------------------------- |
| Miss Simpatia | - Wyoming - Callie Bishop |

## Concurso

### Seleção de concorrentes
Uma candidata dos 50 estados do Distrito da Colúmbia foi selecionado em concursos estaduais realizados entre setembro de 2017 e janeiro de 2018.

### Rodada Preliminar
Antes da competição final, das candidatas competiram na competição preliminar, que envolve entrevistas privadas com juízes e um show de apresentação em que eles competem em roupas de banho e vestidos de gala e foi realizado em 17 de maio, apresentado por Erin Lim e Kará McCullough.

### Final
Depois de cair para 10 do ano anterior, o número de finalistas aumentou para 15 de 2016. Na competição final, o número de finalistas competem em roupas de banho e vestidos de gala e em uma rodada final de perguntas personalizadas, e o vencedor é decidido por um painel de juízes.

## Concorrentes
Estatísticas das candidatas fornecidas pela Organização Miss Universo. 
| Estado               | Candidatas           | Idade na Época | Altura | Cidade Natal         | Colocação       | Notas |
| -------------------- | -------------------- | -------------- | ------ | -------------------- | --------------- | --- |
| Alabama              | Hannah Brown         | 23             | 1,70   | Tuscaloosa           | Não colocada    | Concorrente na 23 temporada de The Bachelor e estrela da 15ª temporada do The Bachelorette                                   |
| Alasca               | Brooke Johnson       | 25             | 1,63   | Anchorage            | Não Colocada    | |
| Arizona              | Nicole Smith         | 24             | 1,70   | Phoenix              | Não Colocada    | |
| Arkansas             | Lauren Weaver        | 21             | 1,78   | Greenwood            | Não Colocada    | Anteriormente Miss Arkansas Teen EUA 2014                                                                                    |
| Califórnia           | Kelly Johnson        | 25             | 1,88   | Hermosa Beach        | Top 10          | Anteriormente Miss Colorado 2015                                                                                             |
| Colorado             | Chloe Brown          | 22             | 1,68   | Grand Junction       | Não Colocada    | Anteriormente Miss Colorado Teen EUA 2013                                                                                    |
| Connecticut          | Jamie Hughes         | 27             | 1,75   | Stamford             | Não Colocada    | |
| Carolina do Norte    | Caelynn Miler-Keyes  | 22             | 1,68   | Asheville            | 1º vice-campeão | Anteriormente Miss Virgina Teen EUA 2013. Concorrente na 23 temporada de The Bachelor e 6 temporada de Bachelor in Paradise. |
| Carolina do Sul      | Tori Sizemore        | 22             | 1,75   | Anderson             | Não Colocada    | Anteriormente Miss Carolina do Sul Teen EUA 2013, 4 lugar no Miss Carolina do Sul 2019                                       |
| Dakota do Sul        | Abigail Pogatshnik   | 20             | 1,75   | Bismarck             | Não Colocada    | |
| Dakota do Sul        | Madison Nipe         | 21             | 1,75   | Madison              | Não Colocada    | |
| Delaware             | Sierra Wright        | 20             | 1,68   | Wilmington           | Não Colocada    | Anteriormente Miss Delaware Teen EUA 2015                                                                                    |
| Distrito de Colúmbia | Bryce Armstrong      | 21             | 1,78   | Washington, D.C.     | Não Colocada    | |
| Flórida              | Génesis Dávila       | 27             | 1,78   | Miami                | Top 5           | Anteriormente Miss Mundo Porto Rico 2014. Originalmente coroada Miss Flórida EUA 2017, mais tarde foi destronada             |
| Geórgia              | Marianny Egurrola    | 25             | 1,78   | Buford               | Top 10          | Mais tarde Miss Intercontinental EUA 2018                                                                                    |
| Havaí                | Julianne Chu         | 26             | 1,73   | Honolulu             | Não Colocada    | Anteriormente Miss Havaí Teen EUA 2010                                                                                       |
| Idaho                | Téa Draganovic       | 21             | 1,70   | Boise                | Não Colocada    | |
| Illinois             | Karolina Jasko       | 20             | 1,78   | Franklin Park        | Não Colocada    | |
| Indiana              | Darriah Arch         | 23             | 1,70   | Chesterton           | Não Colocada    | Anteriormente Miss Indiana Teen EUA 2013                                                                                     |
| Iowa                 | Jenny Valliere       | 27             | 1,63   | Cedar Rapids         | Não Colocada    | |
| Kansas               | Melanie Shaner       | 20             | 1,70   | Overland Park        | Não Colocada    | Anteriormente Miss Kansas Teen EUA 2015                                                                                      |
| Kentucky             | Brea Tilford         | 25             | 1,70   | Louisville           | Não Colocada    | |
| Luisiana             | Lauren Vizza         | 28             | 1,65   | Shreveport           | Não Colocada    | Anteriormente Miss Louisiana 2012                                                                                            |
| Maine                | Marina Gray          | 22             | 1,63   | Ilha de Mount Desert | Top 10          | |
| Maryland             | Brittinay Nicolette  | 26             | 1,75   | Fallston             | Top 15          | |
| Massachusetts        | Alissa Latham        | 27             | 1,68   | Lowell               | Top 15          | |
| Michigan             | Elizabeth Johnson    | 25             | 1,65   | Detroit              | Top 15          | |
| Minnesota            | Kalie Wright         | 25             | 1,70   | Eagle Bend           | Não Colocada    | Anteriormente National Sweetheart 2014 e Miss Idaho 2015                                                                     |
| Mississippi          | Laine Mansour        | 21             | 1,73   | Tupelo               | Não Colocada    | |
| Missouri             | Tori Kruse           | 26             | 1,78   | Camdenton            | Não Colocada    | |
| Montana              | Dani Walker          | 28             | 1,70   | Billings             |                 | |
| Nebraska             | Sarah Rose Summers   | 23             | 1,65   | Omaha                | Miss USA 2018   | Anteriormente Miss Nebraska Teen EUA 2012                                                                                    |
| Nevada               | Carolina Urrea       | 23             | 1,73   | Las Vegas            | 2º vice-campeão | Concorrente em Nuestra Belleza Latina 2013 e 2015                                                                            |
| Nova Hampshire       | Michelle McEwan      | 25             | 1,73   | Harrisville          | Não Colocada    | |
| Nova Jersey          | Alexa Noone          | 23             | 1,73   | Bayonne              | Top 10          | |
| Novo México          | Kristen Leyva        | 23             | 1,65   | Las Cruces           | Não Colada      | |
| Nova Iorque          | Genesis Suero        | 26             | 1,68   | Brooklyn             | Não Colada      | |
| Ohio                 | Deneen Penn          | 20             | 1,75   | Cortland             | Não Colocada    | |
| Oklahoma             | Cheyene Darling      | 20             | 1,78   | Edmonton             | Não Colocada    | |
| Oregon               | Toneata Morgan       | 21             | 1,73   | Coquille             | Top 15          | |
| Pensilvânia          | Olivia Suchko        | 22             | 1,70   | Belle Vernon         | Não Colocada    | |
| Rhode Island         | Daescia DeMoranville | 22             | 1,65   | Johnston             | Não Colocada    | |
| Tennessee            | Alexandra Harper     | 25             | 1,83   | Nashville            | Top 10          | Filha da Miss Tennesse EUA 1981, Sharon Kay Steakly                                                                          |
| Texas                | Logan Lester         | 23             | 1,73   | Houston              | Top 15          | |
| Utah                 | Narine Ishhanov      | 24             | 1,70   | Salt Lake City       | Não Colodada    | |
| Vermont              | Maia-Jena Allo       | 20             | 1,70   | Colchester           | Não Colocada    | |
| Virgínia             | Ashley Vollrath      | 22             | 1,80   | Blacksburg           | Não Colocada    | |
| Virgínia Ocidental   | Casey Lassiter       | 21             | 1,780  | Spencer              | Não Colocada    | |
| Washington           | Abigail Hill         | 20             | 1,80   | Enumclaw             | Não Colocada    | |
| Wisconsin            | Regina Gray          | 27             | 1,78   | Milwaukee            | Não Colocada    | |
| Wyoming              | Callie Bishop        | 28             | 1,68   | Laramie              | Não Colocada    | Anteriormente Miss Wyoming Teen EUA 2008                                                                                     |

## Jurados
- Natasha Curry - apresentadora de televisão de noticiário e Miss Washington USA 1998
- Jammie Kern Lima - ampresária, personalidade de reality show e Miss Washington USA 200.
- Crystle Stewart - apresentadora de televisão, modelo, atriz e Miss USA 2008 de Texas.
- Liliana Vasquez - apresentadora e produtora.
- Denise White - ampresária e Miss Oregon USA 1994.
- Paula Shurgart - Presidente da Organização Miss Universo (Somente Finais)